# در ملدزیزی
در ملدزیزی (به انگلیسی: Dar Młodzieży) یک کشتی است که طول آن ۱۰۸٫۸ متر (۳۵۷ فوت) و ارتفاع آن ۶۲٫۱ متر (۲۰۴ فوت) می‌باشد. این کشتی در سال ۱۹۸۲ ساخته شد.